# کنتا هوشیهارا
کنتا هوشیهارا (انگلیسی: Kenta Hoshihara؛ زادهٔ ۱ مهٔ ۱۹۸۸) بازیکن فوتبال اهل ژاپن است.
از باشگاه‌هایی که در آن بازی کرده‌است می‌توان به باشگاه فوتبال گامبا اوساکا اشاره کرد.